# Sanah/Diskografie
Diese Diskografie ist eine Übersicht über die musikalischen Werke der polnischen Sängerin, Songwriterin und Violinistin Sanah. Den Schallplattenauszeichnungen zufolge hat sie bisher mehr als 10,2 Millionen Tonträger verkauft.

## Alben

### Studioalben
| Jahr | Titel Musiklabel                   | Höchstplatzierung, Gesamtwochen, AuszeichnungChartsChartplatzierungen (Jahr, Titel, Musiklabel, Platzierungen, Wochen, Auszeichnungen, Anmerkungen) | Anmerkungen                                                           |
| Jahr | Titel Musiklabel                   | PL | Anmerkungen                                                           |
| ---- | ---------------------------------- | --- | --------------------------------------------------------------------- |
| 2020 | Królowa dram Magic Records         | PL1 Diamant · (213 Wo.)PL | Erstveröffentlichung: 8. Mai 2020 Verkäufe: + 150.000                 |
| 2021 | Irenka Magic Records               | PL1 ×2Doppeldiamant · (173 Wo.)PL | Erstveröffentlichung: 7. Mai 2021 Verkäufe: + 300.000                 |
| 2022 | Uczta Magic Records                | PL1 ×2Doppeldiamant · (… Wo.)PL | Erstveröffentlichung: 15. April 2022 Verkäufe: + 300.000              |
| 2022 | Sanah śpiewa poezyje Magic Records | PL1 Diamant · (132 Wo.)PL | Erstveröffentlichung: 25. November 2022 Verkäufe: + 150.000           |
| 2024 | Kaprysy Magic Records              | PL1 Diamant · (… Wo.)PL | Erstveröffentlichung: 21. Juni 2024 Verkäufe: + 150.000               |
| 2024 | Pianinkowe Kaprysy Magic Records   | PL1 Gold · (… Wo.)PL | Erstveröffentlichung: 29. August 2024 Verkäufe: + 15.000; Piano-Album |
| 2025 | Dwoje ludzieńków Magic Records     | PL1 (… Wo.)PL | Erstveröffentlichung: 15. Mai 2025                                    |

### Livealben
| Jahr | Titel                         | Höchstplatzierung, Gesamtwochen, AuszeichnungChartsChartplatzierungen (Jahr, Titel, Platzierungen, Wochen, Auszeichnungen, Anmerkungen) | Anmerkungen                                                |
| Jahr | Titel                         | PL | Anmerkungen                                                |
| ---- | ----------------------------- | --- | ---------------------------------------------------------- |
| 2023 | Bankiet u sanah Magic Records | PL2 Gold · (34 Wo.)PL | Erstveröffentlichung: 30. November 2023 Verkäufe: + 15.000 |

### EPs
| Jahr | Titel                                     | Höchstplatzierung, Gesamtwochen, AuszeichnungChartsChartplatzierungen (Jahr, Titel, Platzierungen, Wochen, Auszeichnungen, Anmerkungen) | Anmerkungen                                               |
| Jahr | Titel                                     | PL | Anmerkungen                                               |
| ---- | ----------------------------------------- | --- | --------------------------------------------------------- |
| 2019 | Ja na imię niewidzialna mam Magic Records | PL— ×2DoppelplatinPL | Erstveröffentlichung: 11. Oktober 2019 Verkäufe: + 60.000 |
| 2020 | Bujda Magic Records                       | PL27 ×2Doppelplatin · (1 Wo.)PL | Erstveröffentlichung: 23. Oktober 2020 Verkäufe: + 60.000 |

## Singles

### Als Leadmusikerin
| Jahr | Titel Album                                                    | Höchstplatzierung, Gesamtwochen, AuszeichnungChartsChartplatzierungen (Jahr, Titel, Album, Platzierungen, Wochen, Auszeichnungen, Anmerkungen) | Anmerkungen                                                                           |
| Jahr | Titel Album                                                    | PL | Anmerkungen                                                                           |
| --- | -------------------------------------------------------------- | --- | ------------------------------------------------------------------------------------- |
| 2019 | Cząstka Królowa dram                                           | PL— ×4VierfachplatinPL | Erstveröffentlichung: 30. April 2019 Verkäufe: + 200.000                              |
| 2019 | Siebie zapytasz Królowa dram                                   | PL— DiamantPL | Erstveröffentlichung: 17. Mai 2019 Verkäufe: + 250.000                                |
| 2019 | Bez słów Królowa dram (Final Edition)                          | PL— GoldPL | Erstveröffentlichung: 2. Juli 2019 Verkäufe: + 10.000                                 |
| 2019 | Solo Królowa dram                                              | PL— GoldPL | Erstveröffentlichung: 12. Juli 2019 Verkäufe: + 10.000                                |
| 2019 | Idź Królowa dram                                               | PL— PlatinPL | Erstveröffentlichung: 6. September 2019 Verkäufe: + 20.000                            |
| 2019 | Aniołom szepnij to Królowa dram                                | PL— PlatinPL | Erstveröffentlichung: 27. September 2019 Verkäufe: + 50.000                           |
| 2019 | Projekt nieznajomy nie kłamie Królowa dram (Final Edition)     | PL— PlatinPL | Erstveröffentlichung: 6. Dezember 2019 Verkäufe: + 50.000                             |
| 2020 | Szampan Królowa dram                                           | PL1 Diamant · (55 Wo.)PL | Erstveröffentlichung: 3. Januar 2020 Verkäufe: + 100.000                              |
| 2020 | Melodia Królowa dram                                           | PL1 Diamant · (30 Wo.)PL | Erstveröffentlichung: 28. Februar 2020 Verkäufe: + 100.000                            |
| 2020 | Róże (demo w domu) Królowa dram (Final Edition) • Bujda        | PL— GoldPL | Erstveröffentlichung: 13. April 2020 Verkäufe: + 25.000                               |
| 2020 | No Sory –                                                      | PL1 Diamant · (19 Wo.)PL | Erstveröffentlichung: 14. August 2020 Verkäufe: + 250.000                             |
| 2020 | Królowa dram                                                   | PL— ×3DreifachplatinPL | Erstveröffentlichung: 1. Mai 2020 Verkäufe: + 150.000                                 |
| 2020 | Pożal się Boże Irenka                                          | PL— GoldPL | Erstveröffentlichung: 9. Oktober 2020 Verkäufe: + 25.000                              |
| 2020 | Bujda                                                          | PL— ×2DoppelplatinPL | Erstveröffentlichung: 16. Oktober 2020 Verkäufe: + 100.000                            |
| 2020 | Invisible Dress –                                              | PL6 ×2Doppelplatin · (19 Wo.)PL | Erstveröffentlichung: 11. Dezember 2020 Verkäufe: + 100.000; mit Maro Music & Skytech |
| 2021 | Ale jazz! Irenka                                               | PL1 a ×2Doppeldiamant · (37 Wo.)PL | Erstveröffentlichung: 14. Januar 2021 Verkäufe: + 500.000; mit Vito Bambino           |
| 2021 | 2:00 Irenka                                                    | PL— DiamantPL | Erstveröffentlichung: 26. März 2021 Verkäufe: + 250.000                               |
| 2021 | Heal Me –                                                      | — | Erstveröffentlichung: 23. April 2021                                                  |
| 2021 | Etc. (na disco) Irenka                                         | PL3 Diamant · (26 Wo.)PL | Erstveröffentlichung: 29. April 2021 Verkäufe: + 250.000                              |
| 2021 | Wszystko mi mówi, że mnie ktoś pokochał Irenka (Final Edition) | PL— PlatinPL | Erstveröffentlichung: 2. September 2021 Verkäufe: + 50.000                            |
| 2021 | Cześć, Jak Się Masz Irenka (Final Edition)                     | PL1 b Diamant · (25 Wo.)PL | Erstveröffentlichung: 11. Oktober 2021 Verkäufe: + 250.000; mit Sobel                 |
| 2021 | Kolońska i szlugi Irenka (Final Edition)                       | PL3 Diamant · (22 Wo.)PL | Erstveröffentlichung: 28. Oktober 2021 Verkäufe: + 250.000                            |
| 2022 | Mamo tyś płakała Uczta                                         | PL— ×3DreifachplatinPL | Erstveröffentlichung: 8. März 2022 Verkäufe: + 150.000;                               |
| 2022 | Szary świat Uczta                                              | PL1 c ×2Doppeldiamant · (21 Wo.)PL | Erstveröffentlichung: 17. März 2022 Verkäufe: + 500.000; mit Kwiat Jabłoni            |
| 2022 | Czeslawa Uczta                                                 | PL— PlatinPL | Erstveröffentlichung: 21. März 2022 Verkäufe: + 50.000; mit Natalia Grosiak           |
| 2022 | Tęsknię sobie Uczta                                            | PL— DiamantPL | Erstveröffentlichung: 24. März 2022 Verkäufe: + 250.000; mit Artur Rojek              |
| 2022 | Audi Uczta                                                     | PL— GoldPL | Erstveröffentlichung: 28. März 2022 Verkäufe: + 25.000; mit Miętha                    |
| 2022 | Sen we śnie Uczta                                              | PL— ×4VierfachplatinPL | Erstveröffentlichung: 31. März 2022 Verkäufe: + 200.000                               |
| 2022 | Baczyński (Pisz do mnie listy) Uczta                           | PL— GoldPL | Erstveröffentlichung: 4. April 2022 Verkäufe: + 25.000                                |
| 2022 | Eldorado Uczta                                                 | PL1 d Diamant · (17 Wo.)PL | Erstveröffentlichung: 7. April 2022 Verkäufe: + 250.000; mit Daria Zawiałow           |
| 2022 | Oscar Uczta                                                    | PL— GoldPL | Erstveröffentlichung: 11. April 2022 Verkäufe: + 25.000; mit Vito Bambino             |
| 2022 | Ostatnia nadzieja Uczta                                        | PL1 e ×2Doppeldiamant · (21 Wo.)PL | Erstveröffentlichung: 14. April 2022 Verkäufe: + 500.000; mit Dawid Podsiadło         |
| 2022 | Święty Graal Uczta                                             | — | Erstveröffentlichung: 14. April 2022 mit Ten Stan                                     |
| 2022 | Nic dwa razy (W. Szymborska) Sanah śpiewa poezyje              | PL1 f ×2Doppeldiamant · (10 Wo.)PL | Erstveröffentlichung: 13. Oktober 2022 Verkäufe: + 500.000                            |
| 2022 | Hymn (J. Słowacki) Sanah śpiewa poezyje                        | PL57 g ×4Vierfachplatin · (6 Wo.)PL | Erstveröffentlichung: 13. Oktober 2022 Verkäufe: + 200.000                            |
| 2022 | Kamień Sanah śpiewa poezyje                                    | PL— GoldPL | Erstveröffentlichung: 13. Oktober 2022 Verkäufe: + 25.000                             |
| 2022 | Rozwijając Rilkego Sanah śpiewa poezyje                        | PL— GoldPL | Erstveröffentlichung: 13. Oktober 2022 Verkäufe: + 25.000                             |
| 2022 | Do * w sztambuch Sanah śpiewa poezyje                          | PL— ×2DoppelplatinPL | Erstveröffentlichung: 13. Oktober 2022 Verkäufe: + 100.000                            |
| 2022 | Bajka (K. K. Baczyński) Sanah śpiewa poezyje                   | PL— PlatinPL | Erstveröffentlichung: 13. Oktober 2022 Verkäufe: + 50.000                             |
| 2022 | Najlepszy dzień w moim życiu –                                 | PL13 g Diamant · (23 Wo.)PL | Erstveröffentlichung: 1. Dezember 2022 Verkäufe: + 250.000                            |
| 2023 | Płomień –                                                      | PL24 (3 Wo.)PL | Erstveröffentlichung: 2. März 2023                                                    |
| 2023 | Marcepan –                                                     | PL1 Diamant · (30 Wo.)PL | Erstveröffentlichung: 20. April 2023 Verkäufe: + 250.000                              |
| 2023 | Pocałunki (M. Pawlikowska – Jasnorzewska) –                    | PL4 ×4Vierfachplatin · (28 Wo.)PL | Erstveröffentlichung: 13. Juli 2023 Verkäufe: + 200.000                               |
| 2023 | Skanah –                                                       | PL26 Gold · (2 Wo.)PL | Erstveröffentlichung: 7. August 2023 Verkäufe: + 25.000                               |
| 2023 | Na grobie rycerz (M. Konopnicka) –                             | — | Erstveröffentlichung: 14. Dezember 2023                                               |
| 2024 | Hip hip hura! Kaprysy                                          | PL10 ×4Vierfachplatin · (33 Wo.)PL | Erstveröffentlichung: 19. Februar 2024 Verkäufe: + 200.000                            |
| 2024 | Cała sala śpiewa! –                                            | PL78 (1 Wo.)PL | Erstveröffentlichung: 3. März 2024 mit Siostry Grabowskie                             |
| 2024 | Śrubka Kaprysy                                                 | PL21 Platin · (7 Wo.)PL | Erstveröffentlichung: 25. April 2024 Verkäufe: + 50.000                               |
| 2024 | Było, minęło Kaprysy                                           | PL3 Diamant · (… Wo.)PL | Erstveröffentlichung: 13. Juni 2024 Verkäufe: + 250.000                               |
| 2024 | Falling Back –                                                 | PL96 (1 Wo.)PL | Erstveröffentlichung: 23. August 2024 mit Matteo Bocelli                              |
| 2024 | Wynalazek Filipa Golarza –                                     | PL2 (27 Wo.)PL | Erstveröffentlichung: 7. November 2024 mit Kleks & Sobel                              |
| 2025 | Eviva l’arte! (K. Przerwa-Tetmajer) Dwoje ludzieńków           | PL13 Gold · (19 Wo.)PL | Erstveröffentlichung: 16. Januar 2025 feat. Krzysztof Zalewski                        |
| 2025 | Elegia o… [chłopcu polskim] (K. K. Baczyński) Dwoje ludzieńków | PL23 (1 Wo.)PL | Erstveröffentlichung: 23. Januar 2025 feat. Michał Bajor                              |
| 2025 | Kochałam Pana (A. Osiecka) Dwoje ludzieńków                    | PL55 (1 Wo.)PL | Erstveröffentlichung: 30. Januar 2025 feat. Anna Maria Jopek                          |
| 2025 | Piosenka (C. Miłosz) Dwoje ludzieńków                          | PL75 (1 Wo.)PL | Erstveröffentlichung: 13. Februar 2025 feat. Kuba Badach                              |
| 2025 | Jesienią (M. Konopnicka) Dwoje ludzieńków                      | PL81 (1 Wo.)PL | Erstveröffentlichung: 20. Februar 2025 feat. PZLPiT „Mazowsze“                        |
| 2025 | Był bal (J. Kofta) Dwoje ludzieńków                            | PL47 (1 Wo.)PL | Erstveröffentlichung: 27. Februar 2025 feat. Natalia Szroeder                         |
| 2025 | Inwokacja (A. Mickiewicz) Dwoje ludzieńków                     | PL77 (1 Wo.)PL | Erstveröffentlichung: 6. März 2025 feat. Grzegorz Skawinski                           |
| 2025 | Ofelia (M. Pawlikowska-Jasnorzewska) Dwoje ludzieńków          | PL78 (1 Wo.)PL | Erstveröffentlichung: 13. März 2025 feat. Nosowska                                    |
| 2025 | Kiedy umrę kochanie (H. Poświatowska) Dwoje ludzieńków         | PL24 (… Wo.)PL | Erstveröffentlichung: 27. März 2025 feat. Kasia Kowalska                              |
| 2025 | Dwoje ludzieńków (B. Leśmian) Dwoje ludzieńków                 | PL3 (10 Wo.)PL | Erstveröffentlichung: 3. April 2025 feat. Sobel                                       |
| Folgende Lieder erschienen nicht als Single, wurden aber durch das Album zum Download und Streaming bereitgestellt und konnten somit eine Platzierung erlangen: |                                                                | |                                                                                       |
| |                                                                | |                                                                                       |
| 2021 | Ten Stan Irenka                                                | PL1 ×2Doppeldiamant · (16 Wo.)PL | Verkäufe: + 500.000                                                                   |
| 2024 | Miłość jest ślepa Kaprysy                                      | PL5 ×4Vierfachplatin · (… Wo.)PL | Verkäufe: + 200.000                                                                   |
| 2024 | Wiśta wio! Kaprysy                                             | PL39 Platin · (4 Wo.)PL | Verkäufe: + 50.000                                                                    |
| 2024 | Talenty i mankamenty Kaprysy                                   | PL46 Gold · (2 Wo.)PL | Verkäufe: + 25.000                                                                    |
| 2024 | Nimbostratus Kaprysy                                           | PL49 (1 Wo.)PL |                                                                                       |
| 2024 | Sad Kaprysy                                                    | PL52 (1 Wo.)PL |                                                                                       |
| 2024 | Mleczna droga Kaprysy                                          | PL65 (1 Wo.)PL |                                                                                       |
| 2024 | Słodkiego miłego życzę Kaprysy                                 | PL67 (2 Wo.)PL |                                                                                       |
| 2024 | Fafarafa Kaprysy                                               | PL69 (1 Wo.)PL |                                                                                       |
| 2024 | O miłości Kaprysy                                              | PL78 (1 Wo.)PL |                                                                                       |

### Als Gastmusikerin
| Jahr | Titel Album                              | Höchstplatzierung, Gesamtwochen, AuszeichnungChartsChartplatzierungen (Jahr, Titel, Album, Platzierungen, Wochen, Auszeichnungen, Anmerkungen) | Anmerkungen                                                                      |
| Jahr | Titel Album                              | PL | Anmerkungen                                                                      |
| ---- | ---------------------------------------- | --- | -------------------------------------------------------------------------------- |
| 2021 | Przyjdzie panie zaginąć Rezeczy ostatnie | — | Erstveröffentlichung: 25. Oktober 2021 Polskie Znaki feat. Sanah                 |
| 2023 | Mustang Pracownia                        | PL28 Platin · (5 Wo.)PL | Erstveröffentlichung: 23. März 2023 Verkäufe: + 50.000; Vito Bambino feat. Sanah |
| 2023 | Jestem twoją bajką Akademia Pana Kleksa  | PL3 Diamant · (39 Wo.)PL | Erstveröffentlichung: 8. September 2023 Verkäufe: + 250.000; Kleks feat. Sanah   |

## Statistik

### Chartauswertung
|                     | PL    |
| ------------------- | ----- |
| Nummer-eins-Alben   | PL7PL |
| Top-10-Alben        | PL8PL |
| Alben in den Charts | PL9PL |

|                       | PL     |
| --------------------- | ------ |
| Nummer-eins-Singles   | PL11PL |
| Top-10-Singles        | PL21PL |
| Singles in den Charts | PL46PL |

### Auszeichnungen für Musikverkäufe
| Goldene Schallplatte - Polen - 2021: für das Lied Łezki me - 2021: für das Lied 2/10 - 2021: für das Lied Sama - 2021: für das Lied To ja a nie inna - 2023: für das Lied Warcaby - 2023: für das Lied Kapela gra - 2023: für das Lied Bujda – większa! - 2024: für das Lied Warszawa (J. Tuwim) - 2024: für das Lied Wars | Platin-Schallplatte - Polen - 2020: für das Lied Proszę pana - 2021: für das Lied Duszki - 2021: für das Lied Koronki - 2021: für das Lied Pora roku zła - 2023: für das Lied Co ja robię tutaj - 2023: für das Lied Oto cała ja - 2023: für das Lied Irenka - 2024: für das Lied O czym śnisz? 4× Platin-Schallplatte - Polen - 2023: für das Lied To koniec Diamantene Schallplatte - Polen - 2024: für das Lied Oczy |

Anmerkung: Auszeichnungen in Ländern aus den Charttabellen bzw. Chartboxen sind in ebendiesen zu finden.
| Land/RegionAuszeichnungen für Musikverkäufe (Land/Region, Auszeichnungen, Verkäufe, Quellen) | Gold       | Platin       | Diamant       | Verkäufe   | Quellen |
| -------------------------------------------------------------------------------------------- | ---------- | ------------ | ------------- | ---------- | ------- |
| Polen (ZPAV)                                                                                 | 23× Gold23 | 61× Platin61 | 32× Diamant32 | 10.287.500 | olis.pl |
| Insgesamt                                                                                    | 23× Gold23 | 61× Platin61 | 32× Diamant32 |            |         |